# Normandisk stil

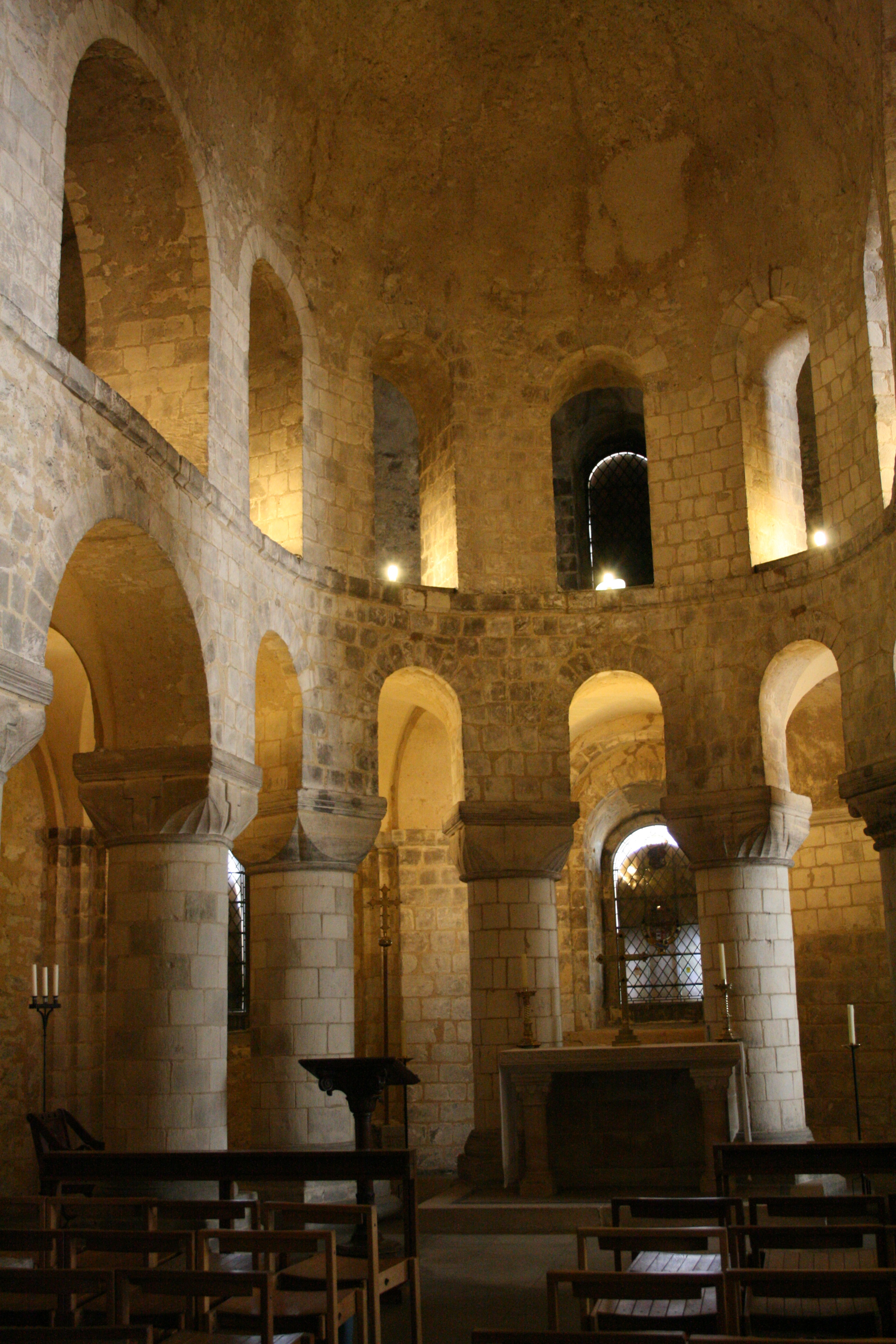
Kapell i Tower of London

Normandisk stil är benämningen på den romanska stilen såsom den uttecklade sig i Normandie under 1000-talet. Klostret Saint Étienne i Caen från mitten av 1000-talet kom att bli stilbildande för kyrkor i England under slutet av 1000- och början av 1100-talet med katedraler som de i Winchester, Ely och Durham och särskilt den i Norwich.
Kyrkorna har långt utdraget kor och rikt utvecklat tvärskepp; över arkadgalleriet löper ett klerestorium. Mittskeppet har ofta en träkonstruktion i stället för valv. Över mittskeppet reser sig ett kraftigt kor, något som levde kvar även under den tidiga gotiken, bland annat i katedralen i Rouen. I mindre kyrkor är koret ofta rakt avslutat.
Förutom i England och Normandie uppträder stilen på Sicilien i början av 1100-talet, bland annat praktfulla borgar. Från England kom stilen, där den ibland kallats Anglonormandisk till Skandinavien, där den fick visst inflytande, främst märkbart i Norge, men även i mellersta Sverige, inte märkbart bara i arkitekturen utan även i dopfuntsskulpturen, särskilt i Västergötland.
I normandiskt stilområde gjorde sig tidigt en förkärlek för spetsiga former gällande, och spetsbågen infördes tidigt, utan att det romanska systemet i högre grad förändrades i övrigt.